# Rosa Gàmiz
Rosa Gàmiz (n. 1965, Badalona, España) es una actriz de cine, televisión y teatro española. 

## Biografía
Gámiz estudió en el Instituto del Teatro de Barcelona, y en 1990 se licenció en interpretación. Cofundadora de la compañía T de Teatre el año 1991, dejó el grupo después de la gira de tres meses del espectáculo Homes! en Buenos Aires.

## Actividad profesional
Su trayectoria teatral incluye obras como Petits contes misogins de Patricia Highsmith con T de Teatre y dirección de Pere Sagristà. Con dicha compañía también representó ¡Hombres!, dirigida por Sergi Belbel. Otras obras en las que ha participado son La filla del mar de Àngel Guimerà con dirección de Belbel, La corona d’espines  de J. M. de Segarra con dirección de Ariel García Valdés, Pigmalió de la compañía Dagoll Dagom y dirección de Joan Lluís Bozzo, Romeo i Julieta de Shakespeare con dirección de Maurice Durozier, Victor o els nens al poder de Joan Ollé, Histories de teatre de Oriol Broggi, El misántropo de Molière y dirección de Oriol Broggi, Los veraneantes de Gorki y dirección de Carlota Subirós, 15 con T de Teatre y dirección de Sergi Belbel, la adaptación de Pigmalión, de George Bernard Shaw, Rosita, història d’una florista con dirección de Oriol Broggi (La Perla 29 a la Biblioteca de Catalunya), entre otras. 
También ha participado en series de televisión de TV3 como Oh! Europa i Oh! Espanya (Dagoll Dagom), Temps de silenci y Ventdelplà. Ha colaborado en capítulos de La memòria dels Cargols (Dagoll Dagom), Psico-Express (Dagoll Dagom), Jet Lag (T de Teatre), Estació d'enllaç (Televisió de Catalunya), Quico el progre (Televisió de Catalunya), L'un per l'altre (Krampac), Majoria absoluta (Televisió de Catalunya), etc.
En cine, ha participado en producciones como No et tallis ni un pèl de Francesc Casanovas, Cucarachas de Toni Mira, El porqué de las cosas de Ventura Pons y Susana de Antonio Chavarrías.